# Aeronautica della Libia - Est
Dall'agosto 1936 era comandata dal Colonnello Fernando Silvestri promosso Generale di Brigata nel 1939.
Operava in Libia per la 5ª Squadra aerea, con quartier generale a Bengasi. L'ordine di battaglia al 10 giugno del 1940 era:
- CXLV Gruppo Trasporti Aerei (Bengàsi-Aeroporto di Benina)
  - 600ª Squadriglia (in costituzione)
  - 604ª Squadriglia (6 Savoia-Marchetti S.M.75)
  - 610ª Squadriglia (8 SM 75)
- 2º Gruppo Aviazione Presidio Coloniale (2º Gruppo volo), Caproni Ca.309 (Base aerea Gamal Abd el-Nasser di El-Adem)
- 127ª Squadriglia Osservazione Aerea, IMAM Ro.37bis (El-Adem)
- 137ª Squadriglia Osservazione Aerea, IMAM Ro.37bis (El-Adem)
- 13ª Divisione Aerea “Pegaso” (Bengasi)
  - 10º Stormo Bombardieri (Aeroporto di Benina)
    - 30º Gruppo Bombardieri, Savoia-Marchetti S.M.79 (Benina)
      - 55ª Squadriglia, 8 S.M.79
      - 56ª Squadriglia, 7 S.M.79

    - 32º Gruppo Bombardieri, Savoia-Marchetti S.M.79 (Benina)
      - 57ª Squadriglia
      - 58ª Squadriglia

  - 14º Stormo Bombardieri (El-Adem)
    - 44º Gruppo Bombardieri, Savoia-Marchetti S.M.81 (El-Adem)
      - 6ª Squadriglia
      - 7ª Squadriglia

    - 45º Gruppo Bombardieri, Savoia-Marchetti S.M.81 (El-Adem)
      - 2ª Squadriglia
      - 22ª Squadriglia
- 14ª Brigata Aerea “Rex” (in costituzione Aeroporto di Tobruk)
  - 8º Gruppo Caccia, Fiat C.R.32
    - 92ª Squadriglia
    - 93ª Squadriglia
    - 94ª Squadriglia

  - 10º Gruppo Autonomo Caccia/4º Stormo, Ten. Col. Armando Pieragino, Fiat C.R.42, (Benina)
    -  84ª Squadriglia, 9 CR 42
    - 90ª Squadriglia, 9 CR 42

  - 91ª Squadriglia, 9 CR 42

Dal luglio 1941 era comandata da Ferdinando Raffaelli.